# Gabriel Bracons Singla
Gabriel Bracons i Singla (Sabadell, 13 de gener de 1913 - Sabadell, 21 de març de 1992) fou un arquitecte i urbanista sabadellenc.

## Biografia
Fill de pare sabadellenc i mare olesana, feu el curs de segon ensenyament als Escolapis de Sabadell i fou exalumne de Josep Baburés i Grabulosa. Seguidament ingressà a l'Escola d'Arquitectura de Barcelona, on obtingué el títol d'arquitecte el 1941, estudis que va interrompre durant la Guerra Civil Espanyola.
El seu primer projecte li arribà el 1942, moment en què Pere Balsach Torelló li ordena de realitzar la nova fàbrica Balsach. Aquesta fàbrica s'havia d'ubicar en uns terrenys propers a la plaça de la Creu Alta de Sabadell i s'hi havia de fer servir el model d'arquitectura neoclàssica alemanya. L'any 1947 va contraure matrimoni amb Consol Vicente Sanz i junts tingueren dues filles. La família sempre va residir a Sabadell, però l'any 1959 fixaren la residència a Barcelona, on visqueren fins a l'any 1986, moment en què retornaren a la capital vallesana. Entre 1954 i 1961, Bracons realitzà nombroses fàbriques d'aquesta ciutat, com Artfil S. A., Tèxtil Riba S. A. i les naus industrial de Pierre, S. A., entre d'altres. El 1957, projectà l'edifici que el portaria a emfatitzar la seva gran professionalitat, l'anomenat "Centenari", l'edificació xamfrà del carrer de les Tres Creus amb el carrer de la República (abans Alfons XIII) –antiga seu de la Cambra de Comerç. Entre 1965 i 1968, realitzà el projecte de reforma interior del palau de la Caixa d'Estalvis de Sabadell, consistent a dissenyar els jardins i l'amfiteatre, així com la coordinació d'aquell espai amb les façanes posterior i lateral de les seus del Gremi de Fabricants de Sabadell, la Caixa d'Estalvis de Sabadell, el Museu de Paleontologia i l'Obra Social de la Caixa de Sabadell.

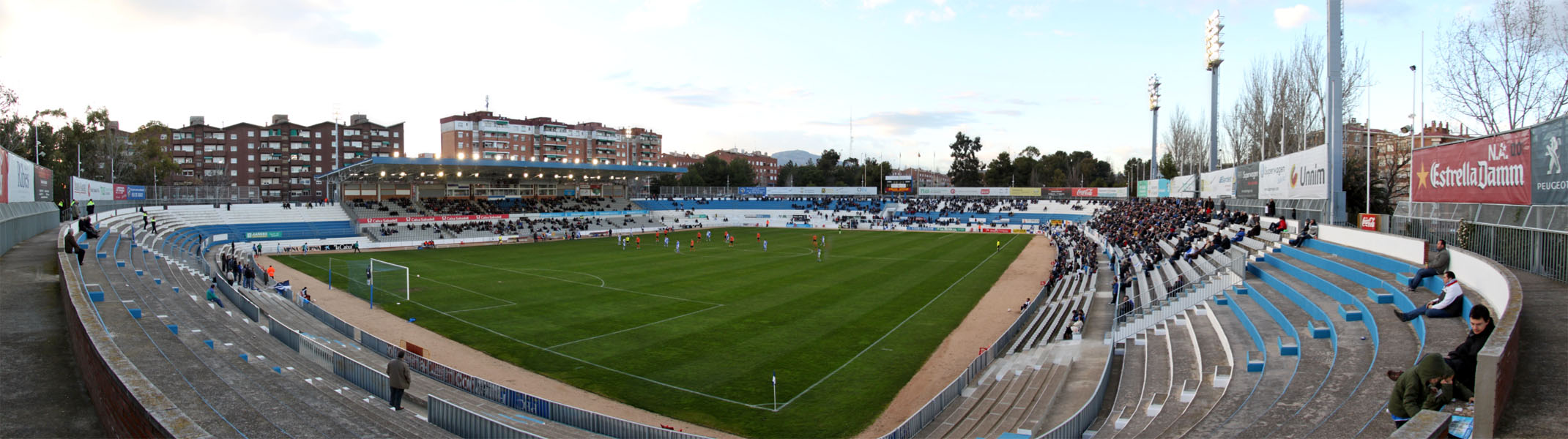
Nova creu Alta

L'any 1965, va associar-se amb l'arquitecte Pere Picola Masdeu i junts van realitzar nombrosos grups d'habitatges de protecció oficial, dels quals destaquen els de Can Roqueta i Sant Bernat. També projectaren l'Estadi Municipal de la Nova Creu Alta (1967), ampliat amb motiu dels Jocs Olímpics de Barcelona (1992). En el sector fabril, realitzaren les naus industrials de la fàbrica anomenada Cal Marcet i les Indústries Odag. D'altra banda, i de manera singular, Bracons feu obres privades molt nombroses, com l'edifici de la Farmàcia d'Agustí Masvidal Salavert (Rambla / carrer de Sant Pere), els blocs d'habitatges plurifamiliars Morral (Rambla / carrer de Riego, considerat Bé cultural d'interès nacional) i els de la Caixa de Pensions (Paco Mutlló, entre Cusidó i Montseny), realitzacions a les quals anaren seguint, en diferents etapes, diversos blocs d'habitatges del mateix carrer de la República (en aquell moment, d'Alfons XIII) i altres noves vies urbanes del sector, de la Gran Via, de la plaça de Catalunya i l'entorn espais. Bracons dirigí les obres de les oficines i locals comercials ubicats a la cantonada del carrer de les Valls amb la via de Massagué, les clíniques Santa Fe i L'Aliança, la parròquia de Ca n'Oriac (una mostra més de la seva cultura arquitectònica del moment, fruit del seu coneixement de l'arquitectura finlandesa i de l'Alvar Aalto en particular) i l'edifici de les Germanetes dels Avis (carrer de Sant Joan). En tots els casos predomina un interès pel rigor formal de l'arquitectura moderna, en què són presents el racionalisme i el moviment de GATCPAC, basats en la defensa del funcionalisme dels edificis.
Al llarg de la seva vida va realitzar nombrosos viatges arreu del món, durant els quals visitava els edificis i n'estudiava els diferents problemes existents, com el de la reconstrucció de les ciutats afectades pel desembarcament de Normandia (1952) i les obres de civilitat dels països nòrdics (1960). Durant la dècada dels anys 70 i fins al 1979, Bracons va col·laborar amb l'arquitecte i restaurador Camil Pallàs Arisa, aleshores cap del Servei de Catalogació i Conservació de Monuments de la Diputació de Barcelona; i d'aquesta etapa es coneix el projecte de remodelació de la masia de Ca n'Ustrell, entre Sabadell i Matadepera. A més de les obres sabadellenques, també projectà l'edifici del Cercle Sabadellès a Bellaterra i diversos immobles a Castellar del Vallès, Fornells de la Selva, Mollet del Vallès, Matadepera i Monistrol de Montserrat. De la seva tasca a Barcelona, destaca la reconversió d'un immoble del passeig de Gràcia, destinat a oficines del Banc Sabadell, on comptà amb la participació de l'escultor Josep Maria Subirachs. Així mateix, havia urbanitzat, a Andorra, el pla parcial per al Comú d'Encamp i l'ordenació del Pas de la Casa.

## Cap dels serveis d'Arquitectura i Urbanisme de l'Ajuntament de Sabadell (1953-1970)
Juntament amb l'arquitecte Fèlix de Azúa Gruart i havent obtingut el diploma d'arquitecte tècnic urbanista el 1954, Bracons fou el responsable dels serveis d'Arquitectura i Urbanisme de l'Ajuntament de Sabadell. Aquest període, fou denominat La Dècada dels cinquanta: la ruptura de la ciutat existent i comprenia la primera etapa del complicat procés del Pla d'Ordenació de Sabadell (1953) formulat per la Comissió Superior d'Ordenació Provincial. La seva tasca va consistir en gran part, en ordenar la caòtica naixença dels nuclis perifèrics de la ciutat durant la Postguerra, al mateix temps que es donava l'etapa de major expansió demogràfica i urbana de la ciutat. Raó per la qual, projectà les barriades i blocs d'habitatges de la Concòrdia i Les Termes, i ordenà i controlà els ritmes constructius del passeig Manresa, que en definitiva s'obriren per tal d'acabar amb el col·lapse del centre urbà.
El 1955, fou l'encarregat de reconstruir la façana del Cementiri de Sant Nicolau de Sabadell, amb el propòsit de substituir la realitzada el 1876 per Francesc Renom Romeu, l'arquitecte aportà el seu estil racionalista a la façana arribant a projectar el que es considera un dels espais lliures de més qualitat urbana de la ciutat. En aquest mateix emplaçament, realitzà el mausoleu de Jacint Martí Moragas, president del Club Natació Sabadell, a més d'altres sepulcres funeraris per a personalitats de la ciutat.
El 1957, coincidint amb el naixent projecte de transformació del centre de la ciutat, l'urbanista va promoure la convocatòria d'un referèndum entre els habitants nascuts o residents des de feia temps a Sabadell, per poder triar entre els seus dos projectes redactats, consistents en conservar la Casa Duran o bé enderrocar-la. Finalment la consulta no es va dur a terme, i en conseqüència, l'arquitecte decidí formar part de la Comissió que redactà un informe sobre la defensa de la seva conservació juntament amb l'arquitecte Santiago Casulleras i Forteza i els artistes Joan Vila Puig i Antoni Vila Arrufat. El desenllaç del fet va esdevenir favorable al manteniment de l'edifici. Tanmateix, projectà el despatx Coromines (Sant Feliu, 10-14) inclòs en el llistat dels edificis del Pla Especial de Protecció del Patrimoni de Sabadell, i enderrocat parcialment el passat 2014. En la mateixa zona de la ciutat realitzà la urbanització de la plaça del Vallès ubicant-hi la Guarderia Infantil de Santa Gemma i els jardins del seu entorn. En darrer lloc, urbanitzà la Ronda Zamenhof i feu el primer projecte de creació de l'Eix Macià. D'aquesta manera Bracons hauria format part de l'ajuntament de Sabadell durant l'estada dels alcaldes, seguint l'ordre cronològic de 1953 a 1970, Josep Maria Marcet Coll, Antoni Llonch Gambús i Josep Burrull Bonastre.

## Soci fundador de la Fundació Bosch i Cardellach
Paral·lelament a l'inici com a arquitecte, també va formar part del grup de socis fundadors del nucli inicial de la Fundació Bosch i Cardellach, originada com a entitat el 1942 i tres anys més tard constituïda com a fundació per a la promoció d'estudis locals i comarcals del Vallès. El 1947, en obtenir la diplomatura d'Urbanisme, passà a ser el primer secretari de la Secció de Ciències Urbanístiques creada el 1947 a la mateixa Fundació, i en fou vocal a la Comissió Directiva entre 1951 i 1957. Al llarg del seu període com a membre de la Fundació, va realitzar diverses ponències, com Aspecte local del problema de l'habitació, Urbanisme a Sabadell en els anys 40 i 50”i El problema dels espais lliures a Sabadell, aquesta darrera en col·laboració amb Pere Valls Garreta.
A la seva personalitat honesta i de rigorosa professionalitat, s'hi afegí la seva estima cap a la seva ciutat natal, Sabadell. És per això que va reivindicar elements patrimonials a partir dels projectes de la restauració de l'església de Sant Pau de Riu-sec i la defensa per la conservació del Templet, Quiosc o Pavelló modernista de l'arquitecte sabadellenc Josep Renom Costa, erigit el 1911 i enderrocat el 1943. Així mateix, el 1957 va contribuir al Pla Urbanístic Provincial conegut com a Pla Baldrich. A la Fundació tornà a ser elegit com a vocal de la Secció de Ciències Urbanístiques l'any 1990. El 23 d'octubre de 1993, un any després de la seva mort, la Fundació inaugurà el curs 1993-94 en homenatge a Gabriel Bracons. En l'acte d'obertura, Manuel Ribas Piera, catedràtic-professor emèrit de l'Escola Tècnica Superior d'Arquitectura de Barcelona, donà una lliçó acadèmica sota el títol L'Arquitecte Gabriel Bracons i el seu temps, glossant la figura de Bracons i la seva capacitat urbanística. Els actes en record a l'arquitecte continuaren del 12 al 30 de novembre de 1993, quan la Fundació organitzà l'exposició "Gabriel Bracons, arquitecte" a la sala 3 del Casal Pere Quart de Sabadell, fent referència als edificis més significatius de Sabadell, entre les dècades dels 1940 i 1980.
Actualment la Fundació conserva el fons de totes les seves ponències presentades tant en activitats com en els Plens de la secció d'Urbanisme.

## Ponències de la Secció d'Urbanisme a la Fundació Bosch i Cardellach
| Ponència | Data                   |
| --- | ---------------------- |
| Moción proponiendo la conveniencia de estudiar la posibilidad de poder conservar el templete actualmente existente en la plaza del Dr. Robert | 1943                   |
| Detalle de los arcos que han aparecido en las obras de reforma de la casa nº 15 de la plaza del General Primo de Rivera                       | 24 de novembre de 1944 |
| Problema dels espais lliures a Sabadell. Gabriel Bracons Singla i Pere Valls Garreta                                                          | 26 d'octubre de 1946   |
| Comunicació sobre una parcel·lació | 11 de juny de 1949     |
| Aspecte local del problema de l'habitació | 26 d'abril de 1952     |
| Urbanisme a Sabadell als anys quaranta i cinquanta                                                                                            | 29 de maig de 1991     |

## Principals obres
| Obra                                                                                  | Col·laboradors                    | Cronologia  | Ubicació                                                                         | Imatge |
| ------------------------------------------------------------------------------------- | --------------------------------- | ----------- | -------------------------------------------------------------------------------- | ------ |
| Blocs d'habitatges plurifamiliars “Edifici Morral” (ubicació de l'antic Vapor Morral) |                                   | 1944 - 1945 | Rambla, 109/carrer Riego, 2 - Sabadell                                           |        |
| Nova fàbrica Balsach                                                                  |                                   | 1942        | Carretera de Prats de Lluçanes, 2 - Sabadell                                     |        |
| Urbanització dels barris i projecció de blocs d'habitatges unifamiliars               | l'arquitecte Fèlix de Azúa Gruart | 1953 - 1955 | La Concòrdia i les Termes - Sabadell                                             |        |
| Fàbrica tèxtil de Joan D. Casanovas, S.A.                                             |                                   | 1954        | carrer de Fra Lluis de León 199 - Sabadell                                       |        |
| Oficines i magatzem Enrich S.A.                                                       |                                   | 1955        | carrer de Sant Sebastià, 15 - Sabadell                                           |        |
| Reconstrucció de la façana del Cementiri de Sant Nicolau                              | l'arquitecte Fèlix de Azúa Gruart | 1955        | Avinguda de Polinyà, S/N - Sabadell                                              |        |
| Artfil, S.A.                                                                          |                                   | 1956        | carrer de Cellés, 45 - Sabadell                                                  |        |
| Ordenació de la distribució i les construccions del passeig Manresa.                  | l'arquitecte Fèlix de Azúa Gruart | ca. 1956    | passeig de Manresa - Sabadell                                                    |        |
| Urbanització de la plaça i construcció de la Guarderia Infantil de Santa Gemma        |                                   | 1956        | Plaça del Vallès - Sabadell                                                      |        |
| Edifici Centenari (antiga seu de la Cambra de Comerç)                                 |                                   | 1957        | carrer de les Tres Creus/ República - Sabadell                                   |        |
| Reforma de la Farmàcia Masvidal                                                       |                                   | 1958        | Rambla, 26 / carrer de Sant Pere, 1 - Sabadell                                   |        |
| Construcció del despatx Corominas                                                     | l'arquitecte Félix de Azúa Gruart | 1958        | Sant Feliu, 10-14 – Sabadell                                                     |        |
| Piclana, S.A.                                                                         |                                   | 1958        | carrer del Bruc - Sabadell                                                       |        |
| Tèxtil Riba, S.A.                                                                     |                                   | 1960        | carrer de Blasco de Garay, 82 - Sabadell                                         |        |
| Naus industrials de Pierre, S.A.                                                      |                                   | 1961        | Passeig de la Plaça Major, 26 - Sabadell                                         |        |
| Magatzems de la Comercial Llanera, S.A.                                               |                                   | 1961        | carrer de Sol i Padrís - Sabadell                                                |        |
| Blocs d'habitatges de protecció oficial                                               | l'arquitecte Pere Picola Masdeu   | ca. 1965    | Can Roqueta i Sant Bernat, actuals barris de Torre-romeu i Ca n'Oriac - Sabadell |        |
| Blocs d'habitatges                                                                    |                                   | ca. 1965    | carrer de la República – Sabadell                                                |        |
| Reforma interior del palau de la Caixa d'Estalvis de Sabadell                         |                                   | 1965 - 1968 | carrer de l'Escola Industrial, 21 - Sabadell                                     |        |
| Clíniques Santa Fe                                                                    |                                   | 1966        | carrer de Batllevell - Sabadell                                                  |        |
| Estadi Municipal de la Nova Creu Alta                                                 | l'arquitecte Pere Picola Masdeu   | 1967        | Plaça d'Olímpia, 1 – Sabadell                                                    |        |
| Blocs d'habitatges plurifamiliars de la Caixa de Pensions                             |                                   | 1970        | carrer de Paco Mutlló 23-45, entre Cusidó i Montseny - Sabadell                  |        |
| Naus Industrials fàbrica Marcet                                                       |                                   | ca. 1970    | barri de Gràcia - Sabadell                                                       |        |
| Urbanització de la Ronda Zamenhof                                                     | l'arquitecte Fèlix de Azúa Gruart | 1974        | ronda de Zamenhof - Sabadell                                                     |        |
| Remodelació de la masia de ca'n Ustrell                                               | l'arquitecte Camil Pallàs Arisa   | ca. 1975    | carretera BV-1248 - entre Sabadell i Matadepera.                                 |        |
| Blocs d'habitatges                                                                    |                                   | 1977        | Gran Via - Sabadell                                                              |        |
| Urbanització del pla parcial al Comú d'Encamp i l'ordenació del Pas de la Casa        |                                   | ca. 1977    | Principat d' Andorra                                                             |        |
| Blocs d'habitatges                                                                    |                                   | ca. 1980    | plaça de Catalunya - Sabadell                                                    |        |
| Edifici d'oficines i locals comercials                                                |                                   | ca. 1980    | carrer de les Valls / via de Massagué - Sabadell                                 |        |
| Edifici de les Germanetes dels Avis                                                   |                                   | ca. 1980    | carrer de Sant Joan, 9 - Sabadell                                                |        |
| Parròquia del Sagrat Cor                                                              |                                   | ca. 1980    | passeig de Sant Bernat, 46 (Ca n'Oriac) - Sabadell                               |        |
| Edifici del Cercle Sabadellès                                                         |                                   | ca. 1990    | Ctra. de Bellaterra km 5,10 - Sabadell                                           |        |
| Reforma d'un immoble destinat a oficines del Banc Sabadell                            |                                   | ca. 1990    | passeig de Gràcia, 120 - Barcelona                                               |        |